# Lithocarpus tawaiensis
Lithocarpus tawaiensis är en bokväxtart som beskrevs av Julia och Soupadmo. Lithocarpus tawaiensis ingår i släktet Lithocarpus och familjen bokväxter. Inga underarter finns listade.